# Elizabeth Gutierrez
Elizabeth Gutierrez (n. 1 aprilie 1979, Los Angeles) este o actriță de origine mexicană, care în prezent are 2 copii împreună cu actorul cubanez William Levy.

## Cariera
Și-a început cariera o dată cu reality-show-ul Protagonistas de novela II, unde l-a cunoscut pe tatăl copilului său, și anume actorul cubanez William Levy cu care are 2 copii. Elizabeth lucra ca secretară înainte să ajungă la acel show de televiziune, care a transformat-o în actriță, chiar dacă nu a câștigat concursul. Prima telenovelă în care a jucat a fost Olvidarte jamas, interpretând rolul Isabelei, iar filmările le-a terminat când era însărcinată în 8 luni. Mai apoi au urmat telenovele ca Acorralada — filmată în Miami între 2006–2007, în care a interpretat rolul Paolei Irrazabal —, Amor comprado, primul său rol principal, și tot în Miami, El rostro de Analia. În 2009 se integrează în distribuția telenovelei "Corazón Salvajé", interpretând-o pe Rosenda.

## Filmografie

### Telenovele
- 2005 — Olvidarte Jamas  - Miami - Isabella
- 2006 — Acorralada - Miami - Paola
- 2007 — Amor comprado - Miami - Mariana
- 2008 — El rostro de Analia - Miami - Mariana & Analia
- 2009 — Corazon salvaje- Mexic - Rosenda
- 2010 — El fantasma de Elena - Miami - Elena Lafe
- 2011 — El Derecho - Turcia - Teresa
- 2013 — El rostro de la vanganza - Mariana

### Filme
* 2008 — Fotonovela - Melanie
- caracterele îngroșate caracterizează rolurile principale